# ریوا (داکوتای جنوبی)
ریوا (به انگلیسی: Reva) یک منطقهٔ مسکونی در ایالات متحده آمریکا است که در شهرستان هاردینگ، داکوتای جنوبی واقع شده‌است. ریوا ۹۳۰٫۸۷ متر بالاتر از سطح دریا واقع شده‌است.